# Galena, Illinois
Galena là một thành phố thuộc quận Jo Daviess, tiểu bang Illinois, Hoa Kỳ. Năm 2010, dân số của thành phố này là 3429 người.

## Dân số
Dân số qua các năm:
- Năm 2000: 3460 người.
- Năm 2010: 3429 người.